# Teriakovce
Teriakovce (1927–1948 slowakisch „Terjakovce“ – bis 1927 auch „Tiriekovce“; ungarisch Terjékfalva – bis 1907 Terjékfalu) ist eine Gemeinde im Osten der Slowakei mit 1241 Einwohnern (Stand 31. Dezember 2024) im Okres Prešov, einem Teil des Prešovský kraj, und wird zur traditionellen Landschaft Šariš gezählt.

## Geographie

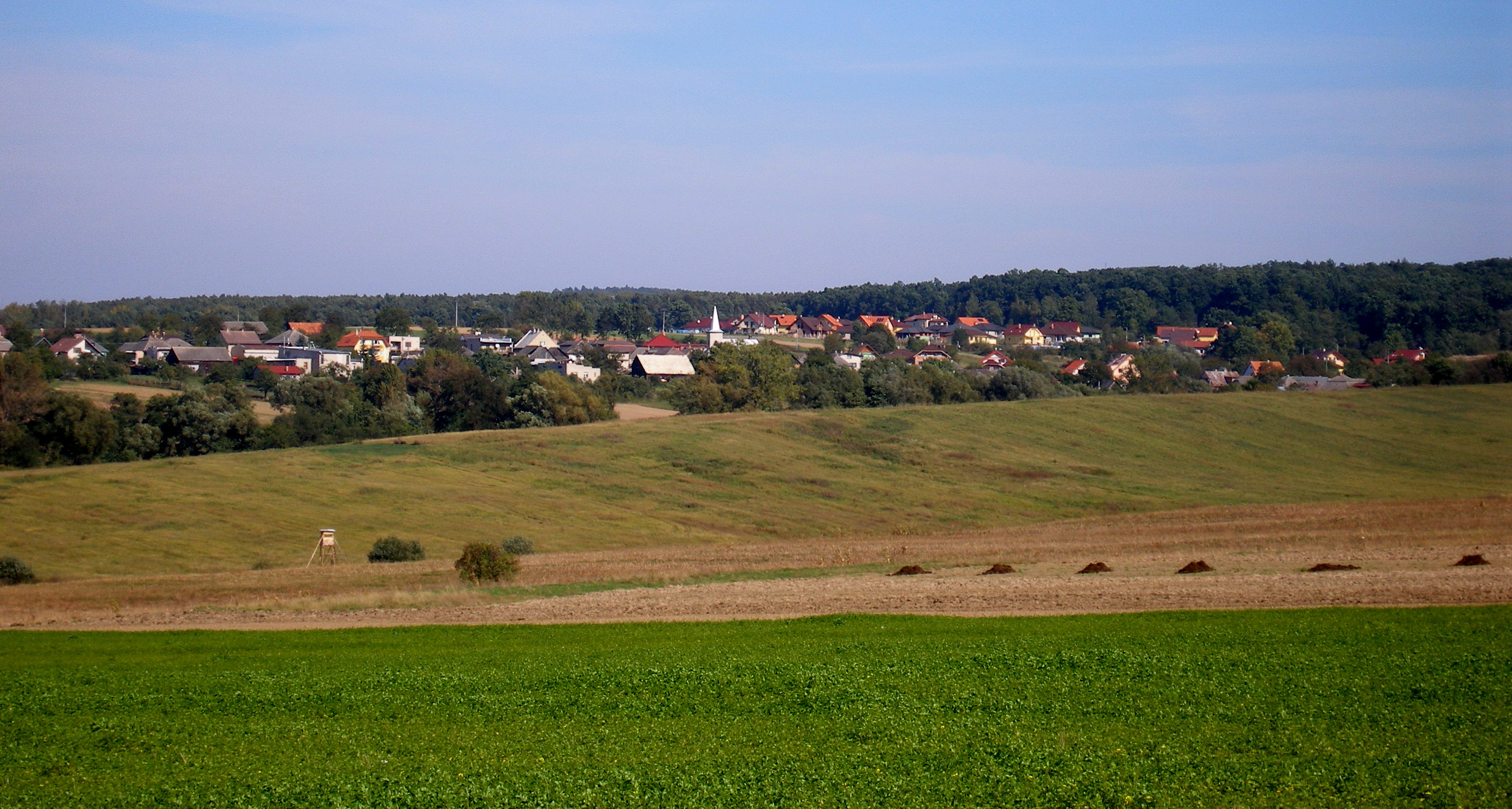
Teriakovce

Die Gemeinde befindet sich im Nordteil des Kessels Košická kotlina am Übergang in das östlich gelegene Gebirge Slanské vrchy, auf einer leichten Anhöhe zwischen den Bächen Šalgovícky potok und Čerešňovský potok. Das Ortszentrum liegt auf einer Höhe von 355 m n.m. und ist sieben Kilometer von Prešov entfernt.
Nachbargemeinden sind Prešov (Stadtteile Šalgovík) und Vyšná Šebastová im Norden, Podhradík im Osten, Ruská Nová Ves im Süden und Prešov (Stadtteil Solivar) im Westen.

## Geschichte

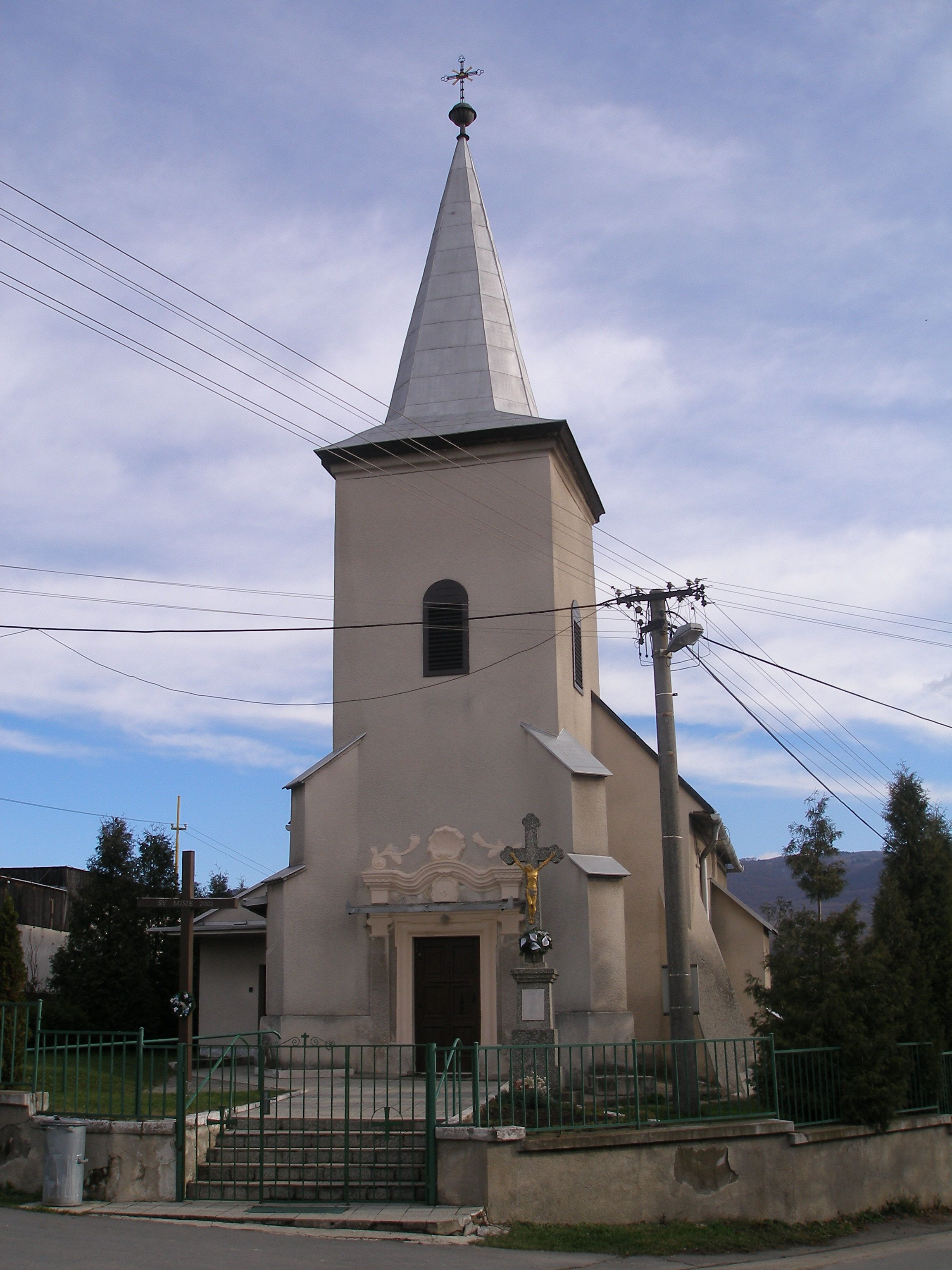
Erzengel-Michael-Kirche im Ort

Teriakovce wurde zum ersten Mal 1385 als Terykfalua schriftlich erwähnt. 1427 wurde das Dorf in Höhe von acht Porta besteuert. 1787 hatte die Ortschaft 41 Häuser und 284 Einwohner, 1828 zählte man 40 Häuser und 302 Einwohner, die als Fuhrmänner und Landwirte beschäftigt waren.
Bis 1918/1919 gehörte der im Komitat Sáros liegende Ort zum Königreich Ungarn und danach zur Tschechoslowakei beziehungsweise heute Slowakei.

## Bevölkerung
| Jahr                | 1994 | 2004    | 2014     | 2024     |
| ------------------- | ---- | ------- | -------- | -------- |
| Anzahl der Personen | 387  | 392     | 651      | 1241     |
| Unterschied         |      | +1,29 % | +66,07 % | +90,62 % |

| Jahr                | 2023 | 2024    |
| ------------------- | ---- | ------- |
| Anzahl der Personen | 1204 | 1241    |
| Unterschied         |      | +3,07 % |

Nach der Volkszählung 2011 wohnten in Teriakovce 547 Einwohner, davon 503 Slowaken, 15 Russinen und ein Ukrainer. Vier Einwohner gaben eine andere Ethnie an und 24 Einwohner machten keine Angabe zur Ethnie.
430 Einwohner bekannten sich zur römisch-katholischen Kirche, 31 Einwohner zur griechisch-katholischen Kirche, 20 Einwohner zur Evangelischen Kirche A. B., fünf Einwohner zu den Siebenten-Tags-Adventisten sowie jeweils vier Einwohner zur orthodoxen Kirche und zur reformierten Kirche. 24 Einwohner waren konfessionslos und bei 29 Einwohnern wurde die Konfession nicht ermittelt.

## Bauwerke und Denkmäler
- römisch-katholische Kirche Erzengel Michael, ursprünglich frühgotisch, 1742 barockisiert
- moderne römisch-katholische Kirche Barmherzigkeit Gottes aus dem Jahr 2011